# Eparchia piesocznieńska
Eparchia piesocznieńska – jedna z eparchii Rosyjskiego Kościoła Prawosławnego, z siedzibą w Kirowie (do 1936 – Piesocznia).
Eparchia została erygowana na posiedzeniu Świętego Synodu Rosyjskiego Kościoła Prawosławnego 2 października 2013 poprzez wydzielenie z eparchii kałuskiej i borowskiej i jako składowa metropolii kałuskiej. Należą do niego parafie położone w rejonach bariatińskim, iznoskowskim, juchnowskim, kirowskim, kujbyszewskim, mosalskim i spas-diemieńskim obwodu kałuskiego. Jej pierwszym ordynariuszem został w 2014 arcybiskup Maksymilian (Łazarenko).

## Dekanaty
W skład eparchii wchodzą 3 dekanaty:
- juchnowski (6 parafii);
- piesocznieński (8 parafii);
- mosalski (3 parafie).

## Monastery
Na terenie eparchii obecnie (2015) trwa organizowanie 2 monasterów: Zaśnięcia Matki Bożej w Borowieńsku (męskiego) i św. Pantelejmona w Kirowie (żeńskiego).